# Ganzhuri
Ganzhuri (kinesiska: 甘珠日, 甘珠日苏木) är en socken i Kina. Den ligger i den autonoma regionen Inre Mongoliet, i den norra delen av landet, omkring 500 kilometer nordost om regionhuvudstaden Hohhot.
Genomsnittlig årsnederbörd är 360 millimeter. Den regnigaste månaden är juli, med i genomsnitt 85 mm nederbörd, och den torraste är februari, med 3 mm nederbörd.